# Kitsman
Kitsman (Oekraïens: Кіцмань, Roemeens: Coţmani, Duits: Kotzman) is een stad in de oblast Tsjernivtsi in het westen van Oekraïne. Kitsman is het administratieve centrum van de rajon Kitsman. De stad ligt op ongeveer 20 kilometer ten noordwesten van Tsjernivtsi.
Historisch werd Kitsman al genoemd in 1413, dit jaartal staat onder andere nu vermeld in het wapenschild van de stad. In de nabijheid liggen de Codrii Cozminului bossen in het gebied tussen de rivierdalen van de Siret en de Proet en ze zijn zo vernoemd door de doorgaande routes die de steden Suceava, de middeleeuwse hoofdstad van het Vorstendom van Moldavië en Kitsman met elkaar verbinden.
Kitsman is bekend als geboorteplaats van verschillende nationale en internationale artiesten zoals Ani Lorak en Volodymyr Ivasjoek.